# Eric IV de Dinamarca
Eric IV de Dinamarca, de malnom Plovpenning (impost sobre l'arada) (Copenhaguen, 1216 - idm. 1250) fou rei de Dinamarca de 1241 a 1250 en que fou assassinat. Era fill de Valdemar II i Berenguera de Portugal.
Restà d'ostatge a Schwerin (1226-1230), en substitució del seu germà gran Valdemar, a la mort d'aquest el 1231 fou proclamat hereu de la corona, des de 1232 fou corregent del regne i el 1241 succeí al seu pare. Aquest havia constituït diversos feus en favor dels seus altres fills, i encara que Eric exercia la sobirania sobre els seus germans, això donà motiu a contínues lluites civils. Abel, duc de Sudjtlandia, recolzat pels Holstein, va voler que el rei el seu germà el reconegués com a hereu del tron, començant la guerra el 1242, que acabà al cap de poc temps en haver-se acordat una treva acabada el 1247.
La Jutlàndia i la Fiònia foren desbastades per Abel; la noblesa, el clero i el poble es revolucionaren a Escània el 1249, a causa d'un impost gravant les arades (denarii rhedales), a fi de cobrir les despeses de la guerra i d'una croada a Palestina; però Eric va fer una expedició a Estònia el 1249, s'apoderà de Slesvig i obligà a Abel a reconèixer la seva sobirania. No per això afluixà aquest la seva tossuderia d'aconseguir la corona, i preparà una emboscada al seu germà, que assassinat a traïció per dos nobles, el seu cap tallat i el seu cadàver llençat al riu Slie, sent recollit per uns pescadors, que el portaren a un monestir. Fou considerat com màrtir, i molts l'adoptaren per patró, però no fou canonitzat. El succeí el seu germà Abel.
Havia estat casat amb Jutta, filla d'Albert I, duc de Saxònia, del qual matrimoni van néixer quatre filles de les quals una era, Sofia, casada el 1266 amb  Valdemar Birgersson, rei de Suècia, i que morí el 1286, i una altra, Ingeborg, nascuda en 1244, morí el 24 de març de 1287, es casà l'11 de setembre de 1261 amb el rei Magnus VI de Noruega.